# Pernini
Pernini – plemię ptaków z podrodziny orłosępów (Gypaetinae) w rodzinie jastrzębiowatych (Accipitridae).

## Zasięg występowania
Plemię obejmuje gatunki występujące w Ameryce, Eurazji, Australazji i Afryce.

## Systematyka
Do plemienia należą następujące rodzaje:
- Eutriorchis Sharpe, 1875 – jedynym przedstawicielem jest Eutriorchis astur Sharpe, 1875 – pręgoczub
- Leptodon Sundevall, 1836
- Chondrohierax Lesson, 1843
- Aviceda Swainson, 1836
- Pernis Cuvier, 1816
- Elanoides Vieillot, 1818 – jedynym przedstawicielem jest Elanoides forficatus (Linnaeus, 1758) – jaskólak
- Hamirostra T. Brown, 1846 – jedynym przedstawicielem jest Hamirostra melanosternon (Gould, 1841) – kanialec ogorzały
- Lophoictinia Kaup, 1847 – jedynym przedstawicielem jest Lophoictinia isura (Gould, 1838) – kanialec czubaty
- Henicopernis G.R. Gray, 1859